# 田庄镇 (桓台县)
田庄镇，是中华人民共和国山東省淄博市桓台县下辖的一个乡镇级行政单位。

## 行政区划
田庄镇下辖以下地区：
田庄村、曙光村、牛旺村、仇王村、刘家村、张王村、高楼村、旬西村、旬东村、旬北村、大寨村、小寨村、李寨村、关家村、史家村、于铺村、付桥村、宗王村、胡西村、胡东村、胡中村、西家村、小庞村、大庞村、辕南村、辕北村、文庄村、东埠村、西埠村和北埠村。